# Bohumín
Pour les articles homonymes, voir Bogumin.
Bohumín (en polonais : Bogumin ; en allemand : Oderberg) est une ville du district de Karviná, en République tchèque. Elle appartient à la région de Moravie-Silésie dans la région historique de Silésie. Sa population s'élevait à 20 519 habitants en 2024.

## Géographie
Bohumín est située à la frontière avec la Pologne, au confluent du fleuve Oder et de la rivière Olše. Elle se trouve à 9,5 km au nord-est d'Ostrava, à 14,5 km au nord-ouest de Karviná et à 282 km à l'est de Prague.
La commune est limitée par la Pologne au nord, par Dolní Lutyně et Orlová à l'est, par Rychvald au sud, par Ostrava au sud et à l'ouest, et par Šilheřovice à l'ouest.

## Histoire
La première mention écrite du lieu de Bogun date de 1256. Le 6 janvier 1373, le duc silésien Jean Ier d'Opava a décerné la seigneurie de Bohunyn à son vassal Pašek von Barutswerde.
Une partie des pays de la couronne de Bohême depuis 1348, le roi Louis II Jagellon en 1523 la concéda à titre de fief au margrave Georges de Brandebourg-Ansbach de la maison de Hohenzollern. En 1603, l'électeur Joachim III Frédéric de Brandebourg allait hériter d'Oderberg. Néanmoins, pendant la guerre de Trente Ans, l'empereur Ferdinand II reprit le fief et il le céda à la famille Henckel von Donnersmarck qui reçut également le titre de Baron impérial (Reichsfreiherr) en 1636 et le titre comtal (Graf) en 1661.
Après la première guerre de Silésie 1740-1742, la ville faisait partie de ce qui reste de la Silésie historique lors de la perte de sa plus grande partie par la monarchie de Habsbourg au profit du royaume de Prusse. Elle se trouvait juste à la frontière nord de la Silésie autrichienne avec la province prussienne de Silésie, le long du fleuve Oder. Depuis 1848, un point de passage frontalier ferroviaire sur l'Oder établit la connexion avec le réseau des chemins de fer de la Prusse près de Kreuzenort.
En raison de sa situation stratégique et de l'importance de ses industries sidérurgique et chimique, Bohumín fut jusqu'à la fin de la Première Guerre mondiale un enjeu majeur entre l'Autriche-Hongrie et l'Empire allemand, puis entre les nouveaux États tchécoslovaque et polonais. Comme d'autres villes tchèques, elle comptait jusqu'en 1945 une forte minorité allemande, mais la population de langue polonaise était également très nombreuse. Après l'expulsion des Allemands à la fin de la Seconde Guerre mondiale, la ville fut repeuplée par la main-d'œuvre en provenance d'autres régions tchèques mais également de Slovaquie, de Hongrie et de Grèce.

## Population
Recensements (jusqu'en 2001) ou estimations (à partir de 2014) de la population de la commune dans ses limites actuelles :
| 1869* | 1880* | 1890* | 1900*  | 1910*  | 1921*  |
| ----- | ----- | ----- | ------ | ------ | ------ |
| 4 515 | 5 448 | 6 414 | 13 297 | 19 572 | 23 289 |

| 1930*  | 1950*  | 1961*  | 1970*  | 1980*  | 1991*  |
| ------ | ------ | ------ | ------ | ------ | ------ |
| 25 408 | 19 705 | 21 833 | 22 223 | 25 177 | 23 686 |

| 2001*  | 2011*  | 2015   | 2016   | 2017   | 2018   |
| ------ | ------ | ------ | ------ | ------ | ------ |
| 23 284 | 21 649 | 21 482 | 21 249 | 20 980 | 20 761 |

| 2019   | 2020   | 2021*  | 2022   | 2023   | 2024   |
| ------ | ------ | ------ | ------ | ------ | ------ |
| 20 690 | 20 518 | 20 038 | 20 450 | 20 643 | 20 519 |

## Transports
La ville est un important nœud ferroviaire. Elle est desservie par la compagnie nationale České dráhy, ainsi que par la compagnie privée Leo express. Outre Prague et d'autres villes tchèques comme Ostrava, Brno ou Olomouc, la ville est reliée aux grandes villes slovaques. Des trains directes la connectent également à Vienne, Varsovie, Cracovie, Moscou, Budapest, Lviv, Minsk, Belgrade et Sofia.
Par la route, Bohumín se trouve à 11,3 km d'Ostrava, à 16 km de Karviná, à 72 km de Katowice et à 366 km de Prague. La ville est reliée à Prague par l'autoroute D1 ( 370 et  371).

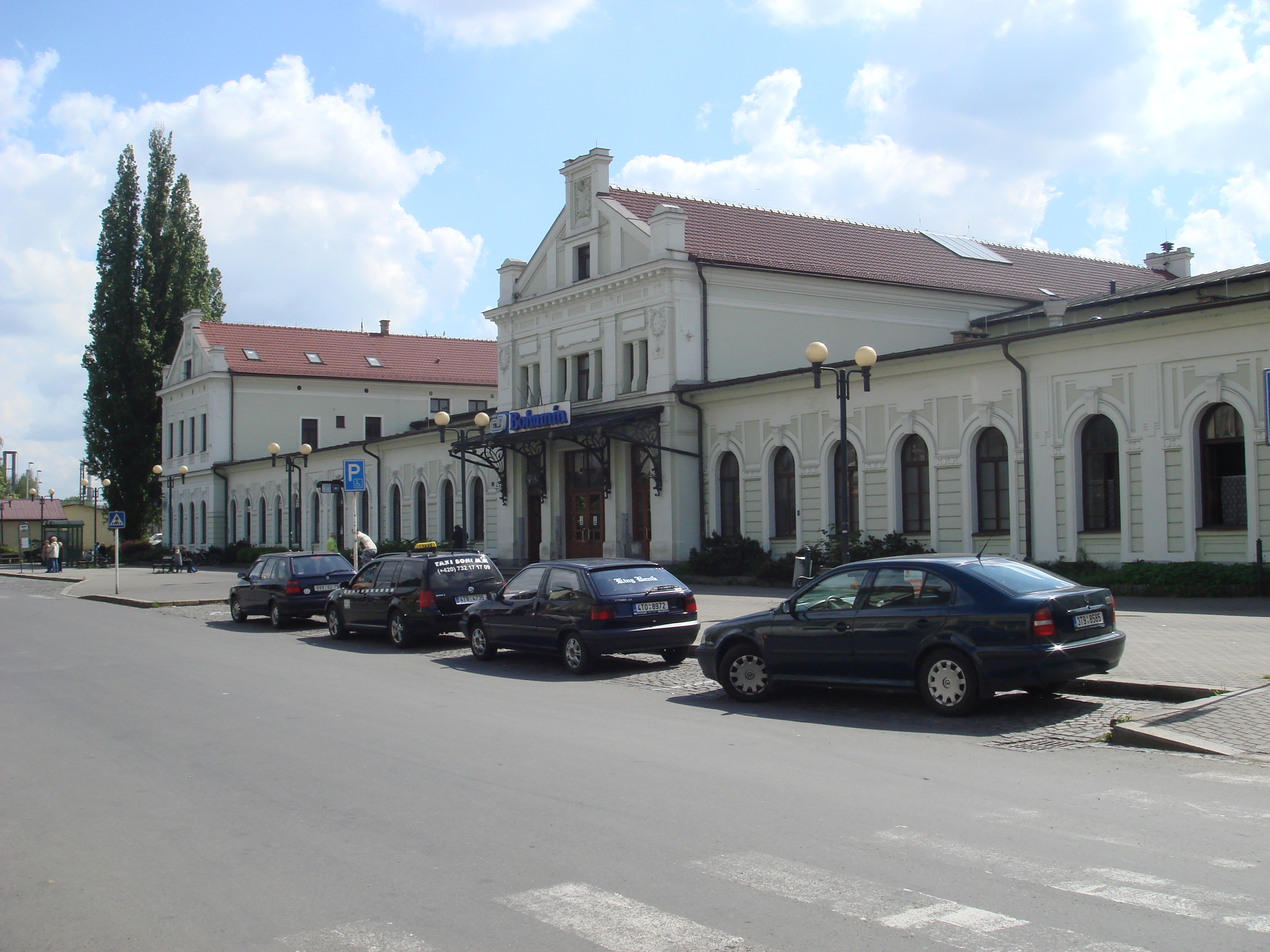
La gare ferroviaire de Bohumín.

## Jumelages
- Prudnik (Pologne)
- Zdzieszowice (Pologne)

## Personnalités
- Tomáš Pospíchal (1936–2003), footballeur
- Pavel Srníček (1968–2015), footballeur
- Svatopluk Němeček (né 1972), homme politique.